# Americans de New York
Les Americans de New York – surnommés « Amerks » – sont une franchise professionnelle de hockey sur glace d'Amérique du Nord. L'équipe évolue à New York aux États-Unis et joue dans la Ligue nationale de hockey entre 1925 et 1942. Lors de sa dernière saison l'équipe change le nom pour devenir les Americans de Brooklyn.
Mise en place une saison avant les Rangers, les Americans sont la première équipe de hockey de la ville de New York et jouent leurs matchs à domicile dans le Madison Square Garden. Fondés sur les bases des Tigers de Hamilton, meilleure équipe de la saison 1924-1925, ils ne connaissent pas le succès attendu en ne se qualifiant qu'à cinq reprises pour les séries éliminatoires de la Coupe Stanley en dix-sept saisons. Ils n'atteignent jamais la finale de la Coupe étant éliminés à deux reprises en demi-finale.

## Historique

### Les débuts de la franchise
En 1923, Thomas Duggan, promoteur de New York a une occasion de créer trois nouvelles franchises dans la LNH aux États-Unis. Il vend les deux premières places à Charles Adams qui crée les Bruins de Boston et à Tex Rickard – futur créateur des Rangers de New York. Dans le même temps, les Tigers de Hamilton se qualifient pour la première fois de leur histoire pour la finale de la Coupe Stanley en 1924-1925. Les dix joueurs des Tigers annoncent à leur directeur qu'ils ne sont payés que pour jouer les matchs de la saison régulière et qu'ils veulent une prime de 200 dollars chacun pour jouer la finale de la LNH.
En effet leur contrat stipule qu'ils sont payés pour jouer entre le 1er décembre 1924 et le 31 mars 1925 et ceci quel que soit le nombre de rencontres programmées. La direction des Tigers refuse le chantage et les joueurs décident alors de faire grève, la première de la LNH. Une rencontre est prévue entre Frank Calder, commissaire de la LNH, Percy Thompson, propriétaire de l'équipe, et Wilfred « Shorty » Green, représentant des joueurs pour tenter de trouver un compromis mais ce dernier ne se présente pas. Le 17 avril 1925, lors d'une réunion de la LNH une décision est prise : les joueurs des Tigers sont tous suspendus, ils reçoivent une amende de 200 dollars et sont éliminés de la compétition. Au cours de la même réunion, les dirigeants de la LNH annoncent que la franchise est déménagée de l'Ontario pour rejoindre la ville de New York.
William V. Dwyer est un des premiers bootlegger de la Prohibition à New York dans les années 1920 et pour 75 000 dollars, il achète la franchise qui devient les « Americans de New York ». Il est conseillé par William MacBeth, journaliste canadien qui écrit pour le New York Herald Tribune. Dwyer récupère alors des joueurs comme « Shorty » et Red Green, Harry « Billy » Burch ou encore « Bullet » Joe Simpson. Dwyer signe des contrats inhabituels avec ses joueurs : Burch signe un contrat de trois saisons pour 25 000 dollars, « Shorty » Green est augmenté de 2 000 dollars pour atteindre la barre des 5 000 dollars. Les autres joueurs de la LNH touchent alors en moyenne entre 1 500 et 2 000 dollars.

### Premières saisons
Les Americans de New York rejoignent la LNH pour la saison 1925-1926 et ils jouent leurs premières rencontres à l'extérieur avec tout d'abord un match contre les Pirates de Pittsburgh le 2 décembre 1925. Burch inscrit le premier but pour New York. Les Americans inaugurent leur nouvelle salle contre les Canadiens de Montréal le soir du 15 décembre, une défaite 3 buts à 1.
Dwyer est obligé de laisser la gérance de son équipe à Thomas Gorman, étant rattrapé par la justice américaine. Pendant ce temps, MacBeth écrit les comptes-rendus des matchs de l'équipe et il a alors tendance à mettre en avant deux joueurs en particulier. Ainsi, Simpson est surnommé « The Blue Streak from Saskatoon » alors que Burch est appelé le « Babe Ruth du Hockey ». Les deux joueurs deviennent alors les favoris du public de New York et par la suite, le public espère à chaque fois qu'un des joueurs touche le palet qu'un but suivra et n'hésite pas à huer quand ils font des passes au lieu de tenter leur chance. Simpson et Burch rentrent dans le jeu, diminuent leur nombre de passes pour tenter des actions individuelles et sont vite imités par les autres joueurs de l'équipe. Cinquièmes de la LNH, les Americans de New York sont éliminés des séries éliminatoires alors que Burch est le meilleur buteur et pointeur de l'équipe avec vingt-deux buts et vingt-cinq points.

### 1941-42, les Americans de Brooklyn
En 1941, espérant intensifier la rivalité avec les Rangers, Red Dutton décide de déménager la franchise de Manhattan au quartier de Brooklyn ; l'équipe est alors renommée et devient les Americans de Brooklyn. Ils ne jouent cependant pas un seul match de la saison 1941-1942 dans leur nouveau quartier et ils n'y font que leurs entraînements. En quarante-huit matchs, les Amerks n'en remportent que seize pour trois parties nulles et vingt-neuf défaites. L'équipe est bonne dernière du classement avec trente-cinq points et est éliminée de la course à la Coupe Stanley.

### Fin de la franchise
En 1942, les États-Unis entrent dans la Seconde Guerre mondiale, de nombreux joueurs de la Ligue nationale de hockey sont alors mobilisés et doivent quitter leur équipe. Les Americans, équipe constituée essentiellement de joueurs américains, sont durement touchés et seuls quatre de leurs joueurs sont exemptés de servir pour leur pays. Les propriétaires des autres franchises s'interrogent alors sur la compétitivité de l'équipe forçant ainsi la LNH à suspendre les Americans jusqu'à la fin de la guerre, Dutton obtenant en retour la promesse de la ligue du retour de l'équipe sitôt la guerre terminée.
Alors que la guerre est finie, Dutton discute avec Conn Smythe du retour de son équipe. Ce dernier lui fait comprendre que ce retour n'est pas à l'ordre du jour, les propriétaires du Madison Square Garden, également propriétaires des Rangers de New York, désirant voir jouer une deuxième équipe dans leur enceinte. Dutton, lui oppose la construction d'une patinoire d'un montant de sept millions de dollars négociée avec Brooklyn mais devant la fin de non-recevoir de Smythe, il abandonne l'idée de retour de la franchise : « Gentlemen, you can stick your franchise up your ass » (« Messieurs, je n’ai que faire de votre franchise »).
Finalement, ce n'est qu'en 1972 que la ville de New York voit une deuxième équipe intégrer la LNH avec la création des Islanders de New York.

## Personnalités de l'équipe

### Au Temple de la renommée

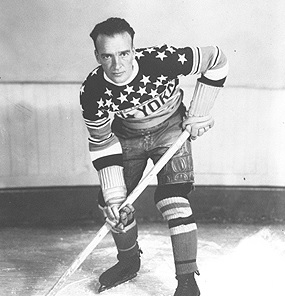
« Bullet » Joe Simpson

Cette section présente les joueurs importants dans l’histoire des Americans qui ont acquis une des plus belles récompense dans la LNH, l’accès au Temple de la renommée du hockey. Pour être admis au Temple de la renommée, le dossier de chaque pétitionnaire devra passer devant dix-huit membres du comité et recevoir au moins les trois-quarts des votes – soit quinze membres. Chaque année, sont admis au maximum :
- quatre joueurs,
- deux « bâtisseurs »[Note 2],
- un arbitre ou juge de ligne.

Pour les joueurs, l’arbitre ou juge de ligne, la personne doit avoir pris sa retraite de sa carrière en glace depuis au moins trois ans. Dans le passé, il y a eu des exceptions pour les joueurs dotés d’un talent exceptionnel qui, selon le comité, méritaient d’être intronisés avant les trois années règlementaires.
Les personnalités des Americans admises au temple sont les suivantes :
- Harry « Billy » Burch ;
- Charlie Conacher ;
- Lionel Conacher ;
- Mervyn « Red » Dutton ;
- Claude « Chuck » Rayner ;
- David « Sweeney » Schriner ;
- « Bullet » Joe Simpson ;
- Reginald « Hooley » Smith ;
- Nels Stewart ;
- Roy « Shrimp » Worters ;
- Harvey « Busher » Jackson.

### Capitaines de l'équipe
Cette section présente la liste des capitaines de l'équipe au cours des différentes saisons :
- Harry « Billy » Burch (1925-1926 à 1931-1932) ;
- Mervyn « Red » Dutton (1932-1933 à 1935-1936) ;
- Sweeney Schriner (1936-1937 à 1938-1939) ;
- Charlie Conacher (1939-1940 à 1940-1941) ;
- Tommy Anderson (1941-1942).

### Meilleurs joueurs
Cent-cinquante-six joueurs différents ont porté le maillot des Americans ; parmi tous les joueurs, Norman Himes est le joueur le plus utilisé par l'équipe avec quatre cent-deux rencontres jouées. Il est le meilleur buteur de l'histoire du club avec cent-six buts ainsi que le meilleur pointeur avec un total de deux-cent-dix-neuf. Art Chapman est le meilleur passeur des Americans avec cent-quarante-cinq aides. Dans les buts, Roy Worters est le gardien le plus utilisé jouant neuf saisons au club pour un total de trois-cent-soixante apparitions. Le classement des dix meilleurs pointeurs de l'équipe est le suivant :
| Joueur            | PJ  | B   | A   | Pts | Pun |
| ----------------- | --- | --- | --- | --- | --- |
| Norman Himes (en) | 402 | 106 | 113 | 219 | 127 |
| Sweeney Schriner  | 240 | 92  | 121 | 213 | 73  |
| Lorne Carr (en)   | 330 | 99  | 101 | 200 | 95  |
| Art Chapman       | 279 | 38  | 145 | 183 | 74  |
| Tommy Anderson    | 292 | 57  | 125 | 182 | 174 |
| Eddie Wiseman     | 209 | 61  | 83  | 144 | 75  |
| Charles McVeigh   | 311 | 66  | 77  | 143 | 105 |
| Nels Stewart      | 210 | 75  | 68  | 143 | 115 |
| Billy Burch       | 282 | 90  | 44  | 134 | 229 |
| Murray Armstrong  | 140 | 32  | 56  | 88  | 33  |

## Statistiques par saison
| No | Saison            | Entraîneur      | Pointeur         | Saison régulière | Saison régulière | Saison régulière | Saison régulière | Saison régulière | Saison régulière | Saison régulière | Saison régulière | Saison régulière              | Séries éliminatoires                                                                                 |
| No | Saison            | Entraîneur      | Pointeur         | PJ               | V                | D                | N                | Pts              | BP               | BC               | Pun              | Classement                    | Séries éliminatoires                                                                                 |
| -- | ----------------- | --------------- | ---------------- | ---------------- | ---------------- | ---------------- | ---------------- | ---------------- | ---------------- | ---------------- | ---------------- | ----------------------------- | --- |
| 1  | 1925-1926 Détails | Thomas Gorman   | Billy Burch      | 36               | 12               | 20               | 4                | 28               | 68               | 89               | 361              | Cinquième de la LNH           | Non qualifiés                                                                                        |
| 2  | 1926-1927 Détails | Édouard Lalonde | Billy Burch      | 44               | 17               | 25               | 2                | 36               | 82               | 91               | 349              | Quatrième division Canadienne | Non qualifiés                                                                                        |
| 3  | 1927-1928         | Shorty Green    | Norman Himes     | 44               | 11               | 27               | 6                | 28               | 63               | 128              | 563              | Cinquième division Canadienne | Non qualifiés                                                                                        |
| 4  | 1928-1929         | Thomas Gorman   | Billy Burch      | 44               | 19               | 13               | 12               | 50               | 53               | 53               | 486              | Deuxième division Canadienne  | Défaite en quart de finale (Rangers de New York)                                                     |
| 5  | 1929-1930         | Lionel Conacher | Norman Himes     | 44               | 14               | 25               | 5                | 33               | 113              | 161              | 372              | Cinquième division Canadienne | Non qualifiés                                                                                        |
| 6  | 1930-1931         | Eddie Gerard    | Norman Himes     | 44               | 18               | 16               | 10               | 46               | 76               | 74               | 495              | Quatrième division Canadienne | Non qualifiés                                                                                        |
| 7  | 1931-1932         | Eddie Gerard    | Norman Himes     | 48               | 16               | 24               | 8                | 40               | 95               | 142              | 596              | Quatrième division Canadienne | Non qualifiés                                                                                        |
| 8  | 1932-1933         | Joe Simpson     | Norman Himes     | 48               | 15               | 22               | 11               | 41               | 91               | 118              | 460              | Quatrième division Canadienne | Non qualifiés                                                                                        |
| 9  | 1933-1934         | Joe Simpson     | Eddie Burke      | 48               | 15               | 23               | 10               | 40               | 104              | 132              | 365              | Quatrième division Canadienne | Non qualifiés                                                                                        |
| 10 | 1934-1935         | Joe Simpson     | Art Chapman      | 48               | 12               | 27               | 9                | 33               | 100              | 142              | 250              | Quatrième division Canadienne | Non qualifiés                                                                                        |
| 11 | 1935-1936         | Rosie Helmer    | Sweeney Schriner | 48               | 16               | 25               | 7                | 39               | 109              | 122              | 392              | Troisième division Canadienne | Victoire en quart de finale (Black Hawks de Chicago) Défaite en demi-finale (Maple Leafs de Toronto) |
| 12 | 1936-1937         | Norman Dutton   | Sweeney Schriner | 48               | 15               | 29               | 4                | 34               | 122              | 161              | 481              | Quatrième division Canadienne | Non qualifiés                                                                                        |
| 13 | 1937-1938         | Norman Dutton   | Sweeney Schriner | 48               | 19               | 18               | 11               | 49               | 110              | 111              | 327              | Deuxième division Canadienne  | Victoire en quart de finale (Rangers de New York) Défaite en demi-finale (Black Hawks de Chicago)    |
| 14 | 1938-1939         | Norman Dutton   | Sweeney Schriner | 48               | 17               | 21               | 10               | 44               | 119              | 157              | 276              | Quatrième de la LNH           | Défaite en quart de finale (Maple Leafs de Toronto)                                                  |
| 15 | 1939-1940         | Norman Dutton   | Murray Armstrong | 48               | 15               | 29               | 4                | 34               | 106              | 140              | 236              | Sixième de la NHL             | Défaite en quart de finale (Red Wnings de Détroit)                                                   |
| 16 | 1940-1941         | Art Chapman     | Lorne Carr       | 48               | 8                | 29               | 11               | 27               | 99               | 186              | 231              | Septième de la NHL            | Non qualifiés                                                                                        |
| 17 | 1941-1942         | Art Chapman     | Tommy Anderson   | 48               | 16               | 29               | 3                | 35               | 133              | 175              | 425              | Septième de la NHL            | Non qualifiés                                                                                        |

## Dirigeants

### Entraîneurs-chefs
| N° | Nom             | Premier match    | Dernier match | Saison régulière | Saison régulière | Saison régulière | Saison régulière | Saison régulière | Saison régulière | Séries éliminatoires | Séries éliminatoires | Séries éliminatoires | Séries éliminatoires | Remarques |
| N° | Nom             | Premier match    | Dernier match | PJ               | V                | D                | N                | P                | % V              | PJ                   | V                    | D                    | % V                  | Remarques |
| -- | --------------- | ---------------- | ------------- | ---------------- | ---------------- | ---------------- | ---------------- | ---------------- | ---------------- | -------------------- | -------------------- | -------------------- | -------------------- | --------- |
| 1  | Thomas Gorman   | 2 décembre 1925  | 17 mars 1926  | 36               | 12               | 20               | 4                | 28               | 38,9             | -                    | -                    | -                    | -                    |           |
| 2  | Édouard Lalonde | 16 novembre 1926 | 24 mars 1927  | 44               | 17               | 25               | 2                | 36               | 40,9             | -                    | -                    | -                    | -                    |           |
| 3  | Shorty Green    | 15 novembre 1927 | 22 mars 1928  | 44               | 1                | 27               | 6                | 28               | 31,8             | -                    | -                    | -                    | -                    |           |
| 4  | Thomas Gorman   | 15 novembre 1928 | 21 mars 1929  | 44               | 19               | 13               | 12               | 50               | 56,8             | 2                    | 0                    | 1                    | 25,0                 |           |
| 5  | Lionel Conacher | 16 novembre 1929 | 18 mars 1930  | 44               | 14               | 25               | 5                | 33               | 37,5             | -                    | -                    | -                    | -                    |           |
| 6  | Eddie Gerard    | 11 novembre 1930 | 22 mars 1932  | 92               | 34               | 40               | 18               | 86               | 46,7             | -                    | -                    | -                    | -                    |           |
| 7  | Joe Simpson     | 13 novembre 1932 | 16 mars 1935  | 144              | 42               | 72               | 30               | 114              | 39,6             | -                    | -                    | -                    | -                    |           |
| 8  | Rosie Helmer    | 7 novembre 1935  | 2 avril 1936  | 48               | 16               | 25               | 7                | 39               | 40,6             | 5                    | 2                    | 3                    | 40,0                 |           |
| 9  | Norman Dutton   | 5 novembre 1936  | 24 mars 1940  | 192              | 66               | 97               | 29               | 161              | 41,9             | 11                   | 4                    | 7                    | 36,4                 |           |
| 10 | Art Chapman     | 3 novembre 1940  | 17 mars 1942  | 96               | 24               | 58               | 14               | 62               | 32,3             | -                    | -                    | -                    | -                    |           |

### Directeurs généraux
| N° | Nom             | Engagement | Départ | Remarques |   |               |      |      |  |
| -- | --------------- | ---------- | ------ | --------- | - | ------------- | ---- | ---- |  |
| N° | Nom             | Engagement | Départ | Remarques | 1 | Thomas Gorman | 1925 | 1929 |  |
| 2  | Lionel Conacher | 1929       | 1930   |           |   |               |      |      |  |
| 3  | Eddie Gerard    | 1930       | 1932   |           |   |               |      |      |  |
| 4  | Joe Simpson     | 1932       |        |           |   |               |      |      |  |
| 5  | Norman Dutton   |            | 1942   |           |   |               |      |      |  |